# Ihor Oschtschypko
Ihor Dmytrowytsch Oschtschypko (ukrainisch Ігор Дмитрович Ощипко; * 25. Oktober 1985 in Serafynzi) ist ein ukrainischer Fußballspieler.

## Karriere

### Verein
Oschtschypko spielte bis 2002 bei RUFK Kiew. 2002 wechselte er nach Russland zu Mostransgas Gasoprowod, wo er ein Jahr lang aktiv war. Im Januar 2004 kehrte er in die Ukraine zurück und wechselte zu Schachtar Donezk. Für Donezk kam er aber primär bei der Reservemannschaft zum Einsatz. Sein Debüt für die Profis in der Premjer-Liha gab er im Juni 2007, als er am 30. Spieltag der Saison 2006/07 gegen Metalurh Saporischschja in der Startelf stand. Dies blieb sein einziger Einsatz für Donezk.
Im Januar 2008 wurde er an den Ligakonkurrenten Karpaty Lwiw verliehen. Im März 2008 erzielte er bei einer 2:1-Niederlage gegen Dynamo Kiew sein erstes Tor in der höchsten ukrainischen Spielklasse. Nach dem Ende der Leihe, während deren er neun Spiele für Lwiw absolviert hatte, wurde er vom Verein fest unter Vertrag genommen. In den folgenden fünf Jahren kam er insgesamt zu 97 weiteren Einsätzen für den Verein in der Premjer-Liha. Im Dezember 2013 verließ er Karpaty Lwiw.
Nach über einem Jahr ohne Verein wechselte Oschtschypko im Januar 2015 nach Österreich zum Bundesligisten SK Sturm Graz, bei dem er einen bis Juni 2015 laufenden Vertrag erhielt. Sein Debüt in der Bundesliga gab er im April 2015, als er am 27. Spieltag der Saison 2014/15 gegen die SV Ried in der 90. Minute für Donis Avdijaj eingewechselt wurde. Insgesamt absolvierte er für die Grazer drei Spiele in der Bundesliga, davon zwei von Beginn an, sowie ein Spiel für die Amateure von Sturm in der Regionalliga. Nach dem Auslaufen des Vertrages verließ er den Verein nach der Saison 2014/15.
Daraufhin wechselte er im August 2015 nach Moldawien zum FC Zaria Bălți. Im selben Monat debütierte er für den Verein in der Divizia Națională, als er am sechsten Spieltag der Saison 2015/16 gegen Petrocub Hîncești in der 76. Minute für Andrij Jakowljew eingewechselt wurde. Insgesamt absolvierte Oschtschypko zehn Spiele für Zaria Bălți in der höchsten moldawischen Spielklasse.
Nach einem halben Jahr in Moldawien wechselte er im Januar 2016 nach Bulgarien zu Botew Plowdiw. Im Februar 2016 kam er gegen Lokomotive Plowdiw zu seinem ersten Einsatz in der A Grupa. Für Botew Plowdiw absolvierte er bis Saisonende zehn Spiele in der höchsten bulgarischen Spielklasse. Nach Saisonende verließ er den Verein nach einem halben Jahr wieder.
Nach einem Jahr ohne Verein wechselte Oschtschypko zur Saison 2017/18 zurück in die Ukraine und schloss sich dem Drittligisten FK Lwiw an. Diesen verließ er jedoch bereits nach einem halben Jahr wieder und er wechselte im Januar 2018 zum Erstligisten FK Stal. Mit Stal musste er als Tabellenletzter des Grunddurchgangs in die Abstiegsrunde, wo man sich jedoch nicht verbessern konnte und somit als Tabellenletzter aus der Premjer-Liha absteigen musste. Insgesamt absolvierte Oschtschypko zwölf Spiele für Stal im Grunddurchgang und der Abstiegsrunde.
Nach dem Abstieg wechselte er zur Saison 2018/19 zum Drittligisten FK Mynaj.

### Nationalmannschaft
Oschtschypko debütierte im Mai 2010 in einem Testspiel gegen Rumänien für die ukrainische A-Nationalmannschaft, er stand in jenem Spiel in der Startelf und wurde in der 62. Minute durch Wolodymyr Poljowyj ersetzt. Zwischen 2010 und 2011 absolvierte er insgesamt drei Spiele für die ukrainische Nationalmannschaft.